# Boden (Wüstung)

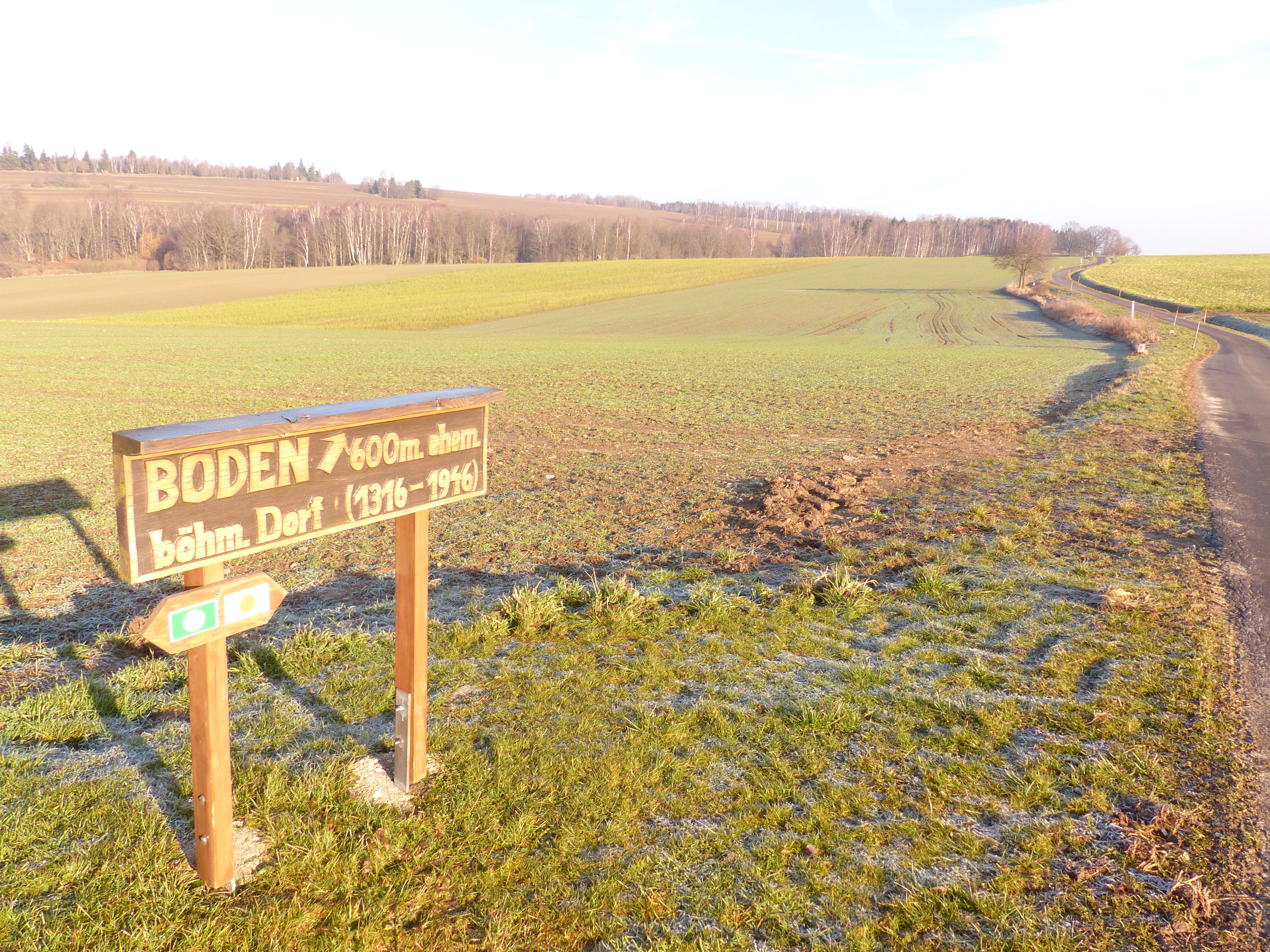
Hinweisschild auf das ehemalige Dorf Boden

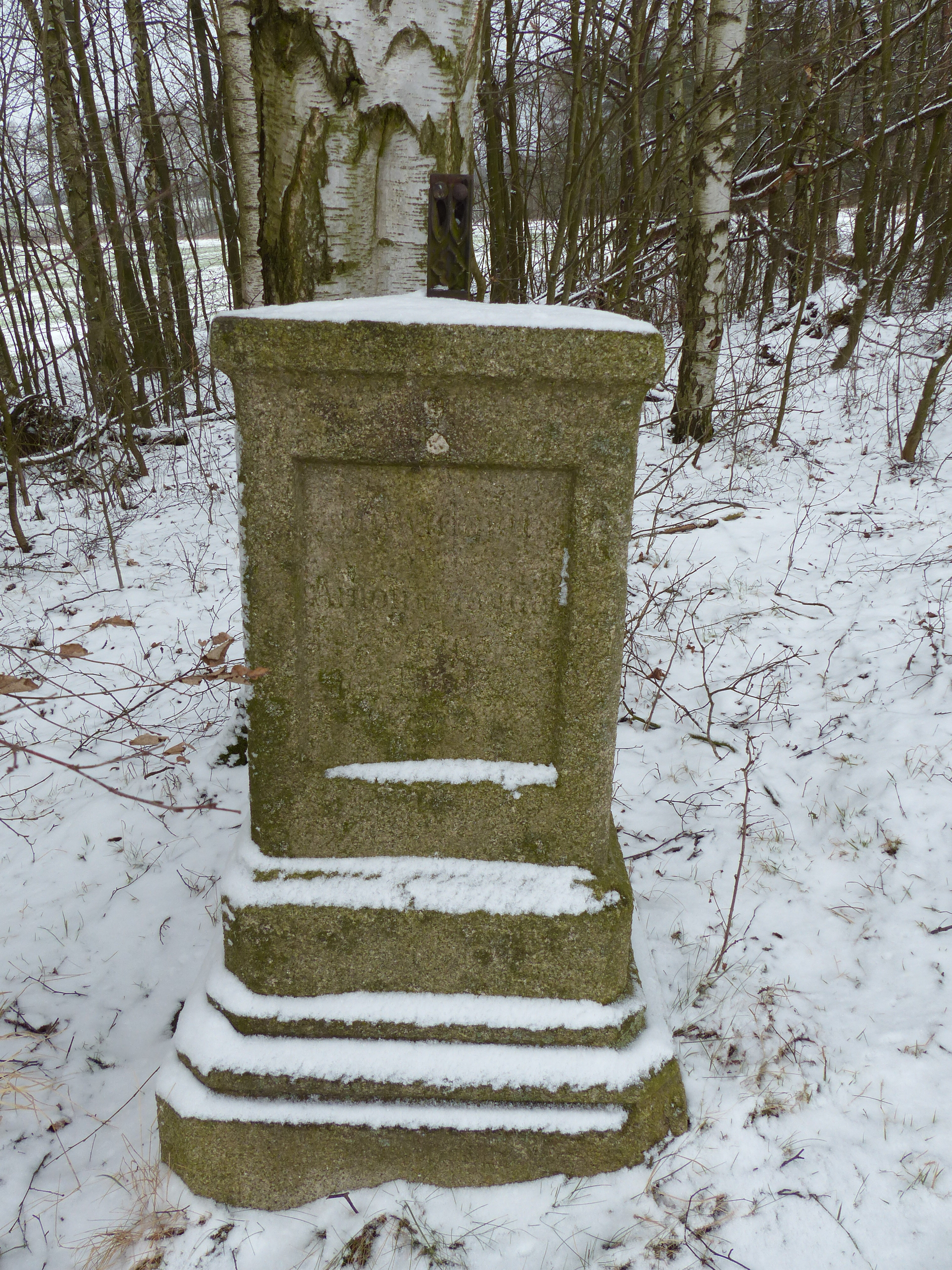
Kleindenkmal am Grenzübergang

Boden (tschechisch vorgesehen Rovinka) ist eine Wüstung in der Gemeinde Lipová (deutsch Lindenhau) im Okres Cheb in Tschechien.

## Geografie und Lage
Boden liegt unmittelbar an der deutsch-tschechischen Grenze zwischen Bad Neualbenreuth und Mýtina (Altalbenreuth) am Oberlauf des Bodenbaches (siehe Muglbach). Heute liegt der Grenzübergang, an dem sich früher ein Zollhaus befand, an einem Wanderweg. Dort führt ein Hohlweg zum Eisenbühl, der direkt an die Wüstung angrenzt. Das ehemalige Dorf Boden bestand bis 1946 und ist heute in einem Wäldchen durch Ruinen von Grundmauern erkennbar.

## Geschichte
Boden wurde 1316 erstmals urkundlich erwähnt. Es war Teil der Frais und gehörte zur Herrschaft Hardeck. Der vulkanische Boden gilt als besonders ertragreich und wird mit Schwarzerde verglichen. Besonderheiten im Ort waren die Zollstation und eine Weinschänke, vergleichbar mit dem Privileg der Brauschenke in anderen Orten. Eine Karte von 1812 zeigt neun Vierseithöfe – darunter auch Egerländer Fachwerkhäuser – und die Zollstation. In den Jahren 1821–1823 besuchte Goethe in Begleitung des Egerer Rates Joseph Sebastian Grüner mehrmals Boden und den Eisenbühl. Anlässlich dieser Aufenthalte verfasste er die Aufsätze Uralte neuentdeckte Naturfeuer und Glutspuren und Vulkanische Produkte bei den Dörfern Boden und Altalbenreuth im Fraischlande.
Ab 1850 war Boden ein Ortsteil von Altalbenreuth im Gerichtsbezirk Eger. Im Jahr 1862 wurde der Sonderstatus der Frais aufgelöst und Boden kam zum Königreich Böhmen. Zugleich wurde es von Neualbenreuth nach Altenalbenreuth umgepfarrt. Auch der Schulbesuch erfolgte in Altalbenreuth. Im Jahr 1900 zählte Boden 62 Einwohner; beiderseits des Bodenbaches mit drei Teichen befanden sich neun Bauernhöfe. Der Bauer und Schuster Nattmüller eröffnete 1910 einen Weinschank. Beim Zensus von 1921 lebten in den zehn Häusern des Dorfes 74 Personen, darunter 55 Deutsche und fünf Tschechen. Nach der Vertreibung der Deutschen aus der Tschechoslowakei blieb Boden ab 1946 unbewohnt. Die 1948 beabsichtigte Umbenennung in Rovinka wurde nicht mehr amtlich verkündet, da im Zuge der Grenzsicherung und Errichtung des Eisernen Vorhangs der Abriss des Dorfes bevorstand. Im Jahre 1953 wurde das verlassene Dorf dem Erdboden gleichgemacht.